# Trichoxys westwoodii
Trichoxys westwoodii là một loài bọ cánh cứng trong họ Cerambycidae.